# Топонимия Астраханской области

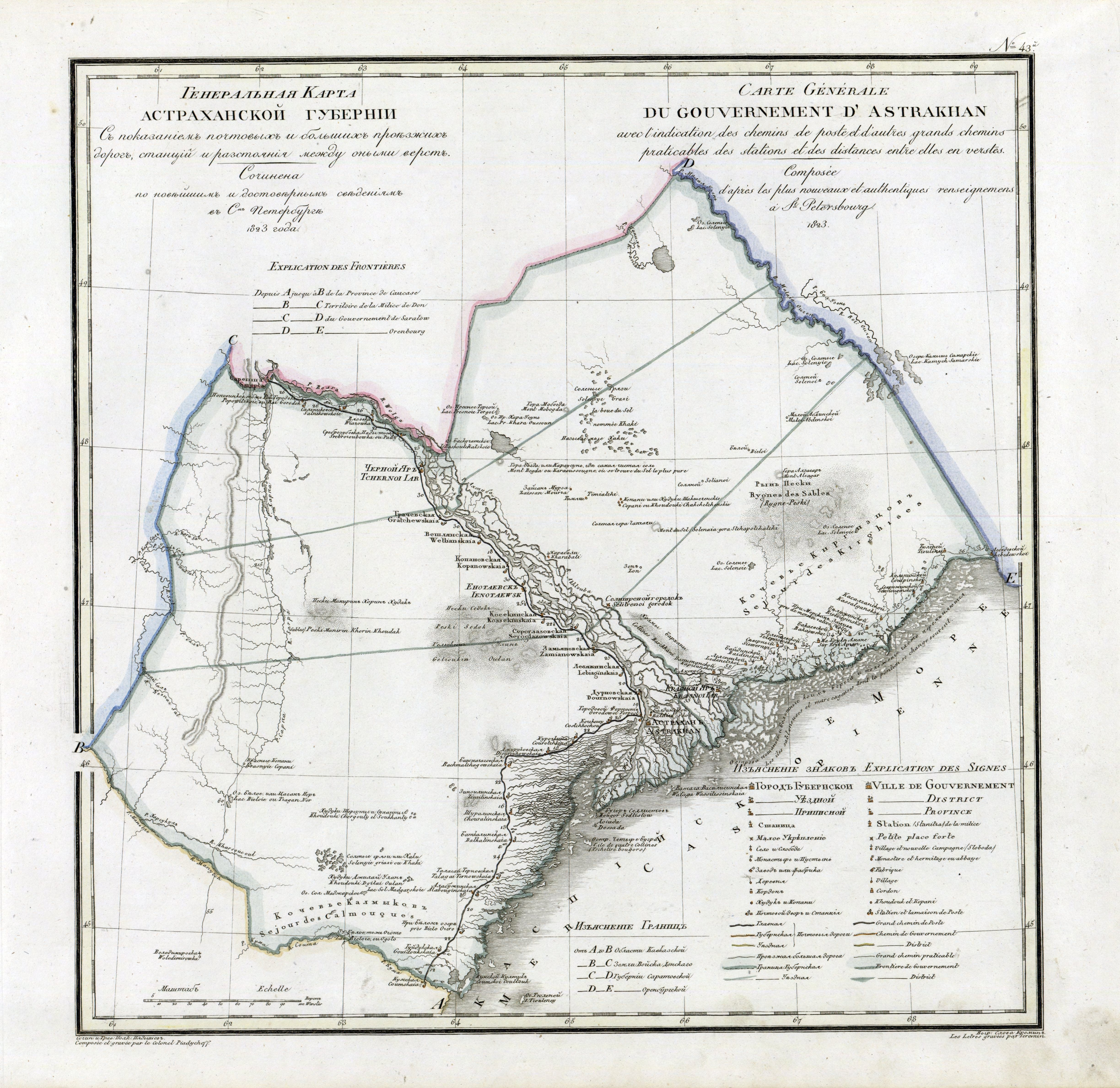
Карта Астраханской губернии из «Географического атласа Российской империи» В. П. Пядышева, 1823 год

Топонимия Астраханской области — совокупность географических названий, включающая наименования природных и культурных объектов на территории Астраханской области.
Структура и состав топонимии региона обусловлены его географическим положением на границе Европейской России и большом водном пути, богатой историей освоения и многонациональным этническим составом. Российские топонимисты выделяют в составе топонимии области индоиранский, тюркский, монголо-калмыцкий и восточнославянский пласты, формирование которых тесно связано с различными историческими этапами освоения Астраханского края: в VIII—X веках территории региона входили в состав Хазарского каганата, затем на ней расселились половцы, которых в первой половине XIII века сменили монголо-татары, после распада Золотой Орды до середины XVI века здесь располагалось Астраханское ханство, которое в 1558 году было присоединено к Русскому государству.
Астраханская губерния как отдельная административно-территориальная единица впервые была создана указом Петра I от 22 ноября 1717 года. Указом Екатерины II 5 мая 1785 года было учреждено Кавказское наместничество в составе Астраханской и Кавказской областей (центр — небольшая крепость Екатериноград), а указами Павла I от 12 и 31 декабря 1796 года наместничество было вновь преобразовано в Астраханскую губернию (включая будущие Ставропольскую, Терскую и Кубанскую губернии), которая при Александре I в 1802 году была разделена на Астраханскую и Кавказскую. Астраханская губерния просуществовала до 1928 года, постановлением ВЦИК от 21 мая 1928 года она была включена в состав Нижне-Волжской области, которая, в свою очередь, 11 июня того же года была преобразована в Нижне-Волжский край. В составе Нижне-Волжского края в 1928—1930 годах существовал Астраханский округ, который в 1930 году был упразднён, а его районы отошли в прямое подчинение Нижне-Волжского края; в 1937 году для удобства управления отдалёнными районами Сталинградской области Астраханский округ был воссоздан и просуществовал до 1943 года.
В 1943 году в соответствии с Указом Президиума Верховного Совета СССР от 27 декабря 1943 г. «О ликвидации Калмыцкой АССР и образовании Астраханской области в составе РСФСР», была создана Астраханская область, в состав которой вошли часть районов упразднённой Калмыцкой АССР и Астраханский округ Сталинградской области. С 1943 года название региона не менялось.

## История формирования и структура топонимии
Топонимию Астраханской области формируют топонимы, происходящие из различных языков, поскольку область исторически сформировалась как мультинациональный и мультикультурный регион — в настоящее время в ней живут представители 178 национальностей, наиболее представлены русские (по данным переписи 2002 года — 70 %, по данным переписи 2010 года — 67,6 %), второй по численности народ — казахи (16,3 %, самая крупная казахская община среди субъектов РФ), далее — татары (включая астраханских и юртовых, говорящих на отдельных диалектах) (7 %), ногайцы (в большинстве карагаши), калмыки, туркмены и другие, верующие 14 религиозных конфессий, в области функционируют 17 обществ национальных культур.
Российский топонимист Е. А. Васильева выделяет в топонимии Астраханской области следующие пласты:
- индоиранский,
- тюркский,
- монголо-калмыцкий
- восточнославянский[4].

Наиболее распространенными и многочисленными группами топонимов на территории области являются тюрко-кыпчакские, далее — татаро-ногайские и калмыцкие.
Имеется прямая связь между топонимическими пластами и историческими этапами освоения Астраханского края. О наличии древнейшего, иранского пласта в топонимии свидетельствует компонента «-ан» в ряде топонимов, основа топонима «стан» восходит к индоевропейским языкам: древне-индийское sthanam — «место», «местопребывание»; авестийское и древнеперсидское stana — «стойка», «место», «стойло»; персидское sitan — «страна».
Наиболее древними топонимами региона являются гидронимы, что обусловлено важной ролью гидрографических объектов в жизнедеятельности населения. Многочисленность гидронимов региона свидетельствует об обилии рек, озёр, проток, ильменей, лиманов, болот и других водных объектов: Кривая Воложка, Сенная Воложка, Майлегуль, Божакколь, Караколь, Фебор-Куль, Бесколь, Протока, Пролевуха, Балчуг, Заплавное и другие.
По мере освоения территории происходила частичная замена тюркских топонимов русскими, при этом нередко иноязычным названиям давалась русская «оболочка»: Картузан — Курочкино, Камени — Линейное, Бантир — Проточное, Тюменевка — Речное, Байгуши — Рынок, Сасык-куль — Сасыколи, Кизань — Татарская Башмаковка, Джамене — Три Протока, Майлегуль — Яксатовское и т. д. Свой вклад в формирование русских ойконимов внесло имянаречение населенных пунктов в честь строившихся православных церквей, церковных праздников и святых — великомучеников: Рождественка, Покровский, Троицкий, Успенский, Архангельское, Ильинка, Петропавловка и т. д.
Возникновение ряда топонимов связано с теми или иными деталями ландшафта области: Агаштюбе, Ахтубинка, Барханы, Осыпной Бугор — Ярлы-Тюбе, Урочище, Чаган, Костюбе, Копановка, Ракушский Бугор, Бараний Бугор, Плавень и другие.
В топонимиконе области представлен также широкий пласт зоотопонимов — названий, происходящих от наименований видов фауны, обитающих или обитавших в регионе: Могой, Кара-Бирюк, Каралат, Куянлы, Бирючья Коса, Грачи, Верблюжий, Коровье, Лебяжье, Новокаргино, Конный Могой, Сорочье, Бакланий, Гусино и т. д., а также фитотопонимов (производных от фитонимических терминов): Караагаш, Камызяк, Табола, Дубовый, Маково, Яблонка, Хмелевка, Ковыльный, Сенной, Полынный, Чилимный, Садовый, Вишнёвый, Ягодный, Черёмуха, Зелёный сад, Вязовка, Камышово, Лесное и другие.
В тюрко-монгольской и славянской топонимии области достаточно широко распространены колористические топонимы: Белый Ильмень, Чистый Яр, Актюбе, Ахтерек, Краснопесчаный, Красный Худук, Красный Яр, Красное, Бор Мога хотн, Кэк Тенгс, Сизый Бугор, Хар Толга, Зеленга, Большой Карабулак, Чёрный Яр и др. Анализ этого вида топонимов показывает, что процесс номинации при помощи цветового компонента описывал цвет почвы, водоемов, растительности, обозначал свойства и качества географического объекта, а также мог быть связан с его пространственной ориентацией.
Кроме того, в регионе присутствуют «числовые» топонимы тюркского, монгольского и славянского происхождения: Три протоки, Бештюбе, Трехизбинка, Зурхан хоти, а также топонимы-метафоры:Беспутное, Вшивинское, Мёртвый култук, Дурное, Болтайка и т. д.
Самым молодым является восточнославянский топонимический пласт конца XVII — начала XX вв., сформировавшийся в ходе освоения Астраханского края русскими.
Первые топонимы славянского происхождения носили преимущественно описательный характер, указывая на вид, принадлежность объекта или его местонахождение: Котёл, Вышка, Ивановка,Чёрный острог и т. д. Нередко переселенцы давали наименования, связанные с их прошлым местом проживания: Тамбовское, Воронежский бугор, Самарский хутор и т. д.
К настоящему времени славянские топонимы региона представлены двумя группами:
- топонимы, славянские по происхождению и образованию от славянских словообразовательных аффиксов: Цветное (-ое), Покровка (-ка), Икряное (-ое) и т. д.;
- топонимы, славянские только по употреблению, так как образованы от иноязычных аффиксов: Яксатово, Тулугановка, Новокучергановка и т. д.

Топонимическая система региона в целом завершила своё формирование в середине XIX века и сохранилась до наших дней со сравнительно небольшими изменениями. Некоторые изменения в топонимию региона внесли переименования, произведённые после 1917 года по идеологическим соображениям, тогда на территории области появились Володарский, Нариманов, Первое мая, Красные Баррикады, Калинино, Зорино (ранее — Кюктя), Полевое (ранее — Чарлата), Северный (ранее — Присарпа), Пустынное (ранее — Чампот), Самойловский, Чапаево и т. д.

## Состав топонимии
По состоянию на 28 марта 2023 года, в Государственном каталоге географических названий в Астраханской области зарегистрировано 3767 названия географических объектов, в том числе 434 названия населённых пунктов. Ниже приводятся списки наиболее значимых природных объектов и крупнейших населённых пунктов Астраханской области с характеристиками их этимологии.

### Гидронимы

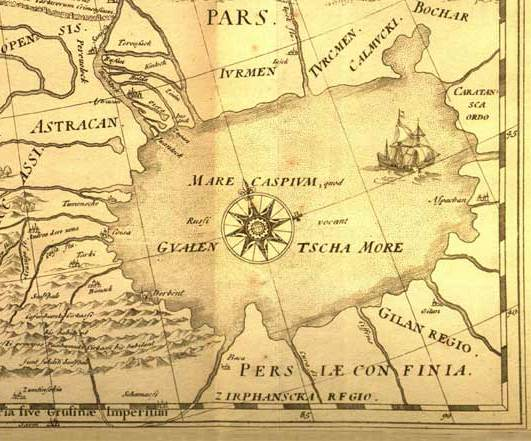
Каспийское море на карте 1614 года голландского картографа Гесселя Герритса

На территории региона протекает крупнейшая река Европы Волга с многочисленными водотоками (около 900 единиц), протяжённость течения Волги в границах области — порядка 400 километров, также в регионе находится около 1000 пресных и солёных озёр, крупнейшее из которых — Баскунчак, кроме того, регион расположен на побережье крупнейшего замкнутого водоёма планеты — Каспийского моря. Гидронимы крупнейших водных объектов региона — потамонимы (названия рек) и лимнонимы (названия озёр) приводятся ниже.

#### Потамонимы
- Волга — название закрепилось примерно во второй половине XV века. Существует несколько версий происхождения названия. Согласно одной из них («славянской»), потамоним происходит от праславянского *Vьlga, ср. во́лглый — волога — влага. В пользу славянской версии говорит наличие рек Влга в Чехии и Вильга в Польше[13]. Имеются также версии происхождения потамонима из балтийских: ilga «длинный, долгий» → оз. Волго → р. Волга[14]; valka «ручей, небольшая река»[15], прибалтийско-финских (фин. valkea «белый», ср. Вологда; выр. Valgõ) и волжско-финских (др.-марийск. *Jylγ (из тюрк.), совр. мар. Юл) языков;
- Бузан — значение не установлено;
- Бахтемир — в переводе с тюркских языков означает «железное счастье» или «удар в железо»;
- Камызяк — вероятно, происходит от казахского «кум узек» — «песчаная речка»;
- Старая Волга — получила название от главной реки региона;
- Болда — от калмыцкого слова «болд» — «сталь»[источник не указан 839 дней] или от старорусского слова «балда» (болда) — «палица»[16];
- Ахтуба — от тюркского «ак-тюбе» («белые холмы»);
- Кигач — возможно, от олонецкого «кигачи» («мошка, мошкара»)[17].

#### Лимнонимы
- Каспийское море — водоём на протяжении своей истории имел порядка 70 наименований у разных племён и народов, в том числе:
  - «Гирканское море» — по названию города (ныне Горган) и провинции Гиркания;
  - «Джурджанское море» — по названию города Джурджан (ныне Горган);
  - «Хвалынское море» или «Хвалисское море» — древнерусское название, происходящее от названия жителей Хорезма, торговавших на Каспии — хвалисы;
  - «Хазарское море» — название в арабском (Бахр-аль-хазар), персидском (Дарья-е хезар), турецком, азербайджанском, крымскотатарском (Хазар денъизи), туркменском (Хазар дензи) языках;
  - «Абескунское море» — по названию острова и города, которые существовали в дельте реки Куры, до их затопления морем в XIV веке;
  - Сарайское море — по названию городов Сарай-Бату и Сарай-Берке, столиц Золотой Орды, а также по административной области Сарай[18];
  - Дербентское море — по названию города Дербент в Дагестане;

и другие. Современное название водоёма произошло от имени древних племен — каспиев, населявших среднее и юго-восточное Закавказье во II тысячелетии до нашей эры. В первом тысячелетии до нашей эры соседние племена оттеснили каспиев в юго-западную часть побережья, которое получило название Каспиана.
- Баскунчак — имеются различные версии происхождения названия. Согласно одной, название происходит от ногайских «баш» — «голова», кунча — «собака» (то есть «озеро „Собачья голова“»). Согласно другой, название происходит от тюркского «бас» — «голова» (в значении — «главный») и «конак» — «станция, стоянка» (то есть «басконак» — «главная стоянка», что соответствует значению озера в прошлом, как одного из главных источников добычи соли). Существует также гипотеза, что название является искажённой формой монгольско-тюркского «Ускончак» («Солнечное озеро»). Калмыцкое название озера — «Богдын хара нур» («Черное озеро святого»)[21];
- Большая Чада — значение не установлено;
- Большой Долбан — от калмыцкого «долбан» («далвң»)- «ровное поле»;
- Большой Карабулак — происходит от «кара» (казахское или тюрко-монгольское) — «черный» и «булак» — источник («черный источник»);
- Задний Хотын — название является частичным переводом калм. Ардк Хотн (калм. Арнк — задний; лежащий позади; северный[22] и калм. Хотн — хотон; село; деревня[23]);
- Передний Хотын — по аналогии с предыдущим, является частичным переводом с калмыцкого: калм. Өмнк Хотн (калм. Өмнк — передний: находящийся впереди; южный; прежний[24] и калм. Хотн — хотон; село; деревня[23]).
- Садовый ильмень — название состоит из двух компонент — «Ильмень», характерного для ряда озёр Нижнего Поволжья, и «Садовый», выступающего в качестве уточняющего определения, обстоятельства имянаречения не установлены;
- Тюга — происхождение не установлено;
- Чичин — название восходит к тюркскому (татарский архаичный диалектизм «чичин»).

### Ойконимы
- Астрахань — в отношении происхождения и значения ойконима областного центра длительное время не существовало единого мнения. В настоящее время наиболее достоверной считается точка зрения, согласно которой слово «Астрахань» происходит от названия Хаджи-Тархан, означающего «освобождённый от пошлины, неподатной»[25] — города Золотой Орды, располагавшегося в низовьях Волги, в 12 км выше по течению от центра современной Астрахани. Это название встречается в записках арабского путешественника Ибн Баттута, посетившего Хаджи-Тархан в 1334 году. По свидетельству Ибн Баттута, «Тархан значит у них (у татар) место, изъятое от податей… Город этот получил название своё от тюркского хаджи (паломника), одного из благочестивцев, появившегося в этом месте. Султан отдал ему это место беспошлинно, и оно стало деревней; потом оно увеличилось и сделалось городом»[26]. Эту версию происхождения названия города использовали впоследствии В. Н. Татищев и С. Г. Гмелин, услышав её от астраханских татар. Встречается эта версия и позднее, в исторических записках XIX века, будучи записанной со слов местных религиозных (мусульманских) авторитетов[27]. Название «Хаджи-Тархан» разные путешественники и послы огласовывали по-разному, адаптируя его к звучанию своих языков, поэтому оно звучало в разных источниках как «Ас-Тархан», «Цытрахань», «Цитархан», «Дастархан», «Аштар-хан», «Гаджи-Тархань», «Гинтрахань», «Аджи Дархан», «Адяш Тархан», «Асторогань» и т. д. Главную роль в искажении названия Хаджи-Тархана, возникновении в начале XVI века крымско-османского варианта с начальным А- Аждархан и превращении его в «Астрахань» сыграли законы перехода звуков в тюркских языках («Хаджи» — «Аджи» — «Ази» — «Аз» — «Ас») и транслитерации тюркского звучания названия города при написании его латинскими буквами на средневековых картах-портоланах и при повторном прочтении[28][29].
- Знаменск — сформировался как военный городок при ракетном полигоне Капустин Яр. Указом Президиума Верховного Совета РСФСР от 11 января 1962 года военному городку присвоен статус города с названием «Знаменск» и почтовым адресом «Капустин Яр-1»[30].
- Ахтубинск — возник в 1959 году в результате объединения села Владимировки (районный центр) с поселками Петропавловка и Ахтуба, название последнего происходит от гидронима Ахтуба (тюркск. «ак-тюбе» — «белые холмы»);
- Володарский — на речке Чурка (протоке реки Бузан) с XVI века располагался так называемый Чуркинский учуг («учуг» — слово татарское, обозначает специальную забойку-ловушку, которой перегораживали реку и не пускали крупную рыбу на нерест). В 1923 году промыслу «Чурка» было присвоено имя большевика В. Володарского, убитого в 1918 году эсером[31].
- Енотаевка — предположительно, происходит от тюркск. «ян» — сторона, бок; «тау» — гора («сторона горы»).
- Икряное — от гидронима Икрянка.
- Камызяк — от тюркского «Қамысақ, Qamyzaq» — «камышовые заросли».
- Красный Яр — основан в 1655 году как русский форпост на Волге, название представляет собой колористический топоним, от «красный» и «яр» — «высокий крутой берег, подмываемый рекой»[32].
- Лиман — до 1943 года носил название Долбан, в 1943 году переименован в Лиман, по-видимому, в связи с местоположением. Слово «лиман» (liman) известно в крымскотатарском и турецком языках, означает «порт, залив, бухта», limanik — «спокойное, защищённое место»[33].
- Нариманов — 19 октября 1984 года посёлок Нижневолжский был преобразован в город и получил название «Нариманов» в честь азербайджанского государственного деятеля Наримана Нариманова.
- Началово — согласно одной из версий, название связано с деятельностью губернатора Астрахани Н. А. Бекетова, который в 1766 году на берегу реки Черепаха заложил свою загородную резиденцию — это было первое поселение, заложенное им[34][неавторитетный источник].
- Харабали — имеется несколько версий происхождения названия. Согласно одной, название произошло от калмыцкого «Харабали» («черный бугор»), поскольку некогда село разделял на две части бугор. Согласно другой — название произошло от гидронима по названию реки, омывающей это место и изобилующей рыбой («Харабалык»-«много рыбы»)[35].
- Чёрный Яр — основан в 1627 году как русский форпост на Волге, название представляет собой колористический топоним, от «чёрный» и «яр» — «высокий крутой берег, подмываемый рекой»[32].

### Оронимы
- Большое Богдо — единственная настоящая гора в Прикаспийской низменности и самая высокая её точка, высота горы составляет 150 метров над уровнем моря. Это — особое, сакральное место для калмыцкого народа. Согласно одной из легенд, Далай-лама приказал двум своим сподвижникам-богатырям принести к берегам Волги гору-камень, дабы разнообразить здешние скудные ландшафты. Монахи взвалили к себе на спины гору, добытую где-то в районе Урала и понесли её по направлению к великой реке Волге, но в голове одного из них мелькнула греховная мысль, и гора обрушилась всем своим весом на монахов, превратив их в лепёшку и окрасив склоны в цвет крови, после чего горе дали название «Богдо», что в переводе с монгольского означает «святая».

## Топонимическая политика
В 2013 году решением Городской Думы Астрахани принято «Положение о порядке присвоения, переименования, упразднения названий топонимических объектов на территории города Астрахани», согласно которому все вопросы о порядке присвоения, переименования, упразднения названий топонимических объектов на территории города Астрахани решаются с участием специальной комиссии.

### Книги
- Зайцев И.В. Астраханское ханство. — М.: Издательская фирма "Восточная литература", 2004. — 303 с.
- Кирокосьян М.А. Топонимический словарь Астраханской области. — Астрахань: Астраханский институт повышения квалификации и подготовки, 2007. — 75 с. — ISBN 5-80870-1694.
- Мурзаев Э.М. Словарь народных географических терминов. — М.: Мысль, 1984. — 653 с.
- Поспелов Е. М. Географические названия мира. Топонимический словарь / отв. ред. Р. А. Агеева. — 2-е изд., стереотип. — М.: Русские словари, Астрель, АСТ, 2002. — 512 с. — 3000 экз. — ISBN 5-17-001389-2.
- Суперанская А.В. Терминологичны ли цветовые названия? // Вопросы географии : Сб. — М., 1971. — № 84.
- Фасмер М. Этимологический словарь русского языка. — М.: Прогресс, 1986. — Т. 2. — 672 с.

### Диссертации
- Васильева Е.А. Историческая топонимия Астраханской области XVI-XX веков.Автореферат диссертации на соискание учёной степени кандидата исторических наук. — СПб., 2010.
- Хонинов, Вячеслав Николаевич. Калмыцкие топонимы Астраханской области : Семантика и структура : диссертация … кандидата филологических наук : 10.02.02. — Москва, 2005. — 162 с.